# Wawrzyniec Kuśniak
Wawrzyniec Kuśniak COr (ur. 1 sierpnia 1788 w Czarnkowie, zm. 15 marca 1866 w Głogówku) – zakonnik, filipin, apostoł dobroczynności i Sługa Boży Kościoła katolickiego.

## Życiorys
Przyszedł na świat 1 sierpnia 1788. Gdy zmarł ojciec, wówczas przerwał naukę i pracował, aby utrzymać rodzinę, najpierw jako stróż dworski, później jako pisarz gospodarski wreszcie jako ekonom. Mając 23 lata wstąpił do Kongregacji Oratorium św. Filipa Neri (filipinów). W klasztorze na Świętej Górze uzupełnił wykształcenie, a następnie w 1813 rozpoczął studia w Seminarium Duchownym w Poznaniu. Został wyświęcony na kapłana w dniu 14 stycznia 1816 z rąk prymasa, Abp. Ignacego Antoniego Raczyńskiego. W klasztorze pełnił różne funkcje. Był opiekunem Bractwa Różańcowego, mistrzem nowicjatu oraz klasztornym ekonomem. W 1839 wybrany został na przełożonego wspólnoty, pełniąc tę funkcję przez 27 lat, aż do śmierci. Jako przełożony był sprawnym organizatorem i zarządcą klasztoru. Przyjaźnił się z bł. Edmundem Bojanowskim. Szczególnie opiekował się biednymi. W swoim testamencie z 24 lutego 1866 zapisał: 

Pieniądze, które oddadzą dłużnicy, mają być rozdane między ubogich, jeśli nie oddadzą, darować.

Zmarł 15 marca 1866 w opinii świętości. Pochowany został w specjalnej, poświęconej mu krypcie klasztornego kościoła pw. Niepokalanego Poczęcia NMP i św. Filipa Neri na Świętej Górze. 16 sierpnia 1968, metropolita poznański Abp Antoni Baraniak rozpoczął proces informacyjny w sprawie jego beatyfikacji. 21 kwietnia 1971 specjalna komisja dokonała otwarcia grobu Sługi Bożego, stwierdzając wyjątkowo dobry stan jego zwłok.